# Анджей Кендзьор
Анджей Кендзьор (нар. 7 листопада 1851, Топорув — 17 січня 1938, Краків
) — польський політик, міністр, активіст польської народної партії «Пяст», почесний доктор Варшавського технологічного університету, почесний доктор Львівської політехніки (19215.

## Біографія
Народився 7 листопада 1851 року в селі Топорув (Гміна Цмоляс Кольбушовського повіту Підкарпатського воєводства, Польща). Закінчив навчання в Тарнові, а також у Віденському технічному університеті. З 1879 р. працював у Національному меліоративному управлінні у Львові. У 1882 році став його керівником, а у 1892 році — директором. Під його керівництвом було розроблено широке науково-технічне співробітництво у галузі проектування водосховищ і каналів, організовувалися дренажні роботи, водні компаній, регулювання річок, будівництво трубопроводів, будівництво водопровідних і каналізаційних систем, боліт, зрошення землі боліт, сучасні закрите та відкрите рибальство. У 1915 році під час війни засипало всі будівельні роботи і дренаж, тому офіс був евакуйований до Відня.
У 1900 році А. Кендзьор став технічним делегатом Національного управління Галицької річкової комісії. У 1911 році він був обраний у Приватизацію Рейхстагу (австрійський парламент Австро-Угорщини).
У 1918 році був обраний президентом польського парламентського рейхстагу, але не прийняв цієї позиції. Наприкінці жовтня 1918 року приєднався до Польської ліквідаційної комісії у Кракові. Ініціював будівництво річкового каналу Вісла-Одра-Дністер. Очолював відділ громадських робіт Польської ліквідаційної комісії у 1918 році.
З 28 червня 1922 року — голова Тимчасового органу самоврядування у Львові.
У 1919—1922 роках, був членом парламенту, а також сенатором у 1922—1927 роках. Він був нагороджений орденом Polonia Restituta із зіркою, а також багато відзнак австрійських, російських і німецьких. У 1925 році Варшавський технологічний університет та університет у Львіві дали йому почесні докторські ступені і почесне членство в національному університеті «Львівська політехніка». Був членом економічної асоціації та Товариства сільськогосподарських наук.
Помер Анджей Кендзьор 17 січня 1938 року в Кракові. Був похований у Мелеці.

## Членство
- Редакція журналу «Технічний журнал» у Львові
- Член Державної сільськогосподарської ради
- Член Апеляційної ради Австрійського президента Ради міністрів
- Член економічної асоціації та Товариства сільськогосподарських наук

## Посади
- З 1879 р. — співробітник Національного меліоративного управління у Львові;
- 1882 р. — голова Національного меліоративного управління у Львові;
- 1892 р. — директор Національного меліоративного управління у Львові;
- 1900—1915 рр. — технічний делегат Національного департаменту до Комісії річки Галичини;
- У 1911 р. — член Державної ради Австрії;
- 1918 р. — голова відділу громадських робіт Польської ліквідаційної комісії;
- 1918 та 1919—1920 рр. — міністр громадських робіт у урядах: Єдржей Морачевський та Леопольд Скальський;
- 1919—1922 рр. — член законодавчого сейму Республіки Польща;
- 1922—1927 рр. — сенатор з Львівської округи;
- З 28 червня 1922 р. — голова Тимчасового департаменту місцевого самоврядування у Львові.

## Нагороди та відзнаки
- Командирський хрест з зіркою ордена відродження Польщі (1928 р.)[8][9]
- Командирський Хрест з зіркою ордена Френца Йосифа (1915 р., Австрія)[10][11]
- 1925 р. Докторський ступінь з відзнакою Варшавського технологічного університету
- 1925 р. Докторський ступінь з відзнакою Львівської політехніки

## Вибрана публікація
«Про постійний захист Віслинської долини та її приток від повені» [Архівовано 5 листопада 2021 у Wayback Machine.]